# The Tanglefoot Company
Die Tanglefoot Company wurde 1885 in Grand Rapids (Michigan) gegründet und war einer der ersten Hersteller von umweltfreundlichen Schädlingsbekämpfungsmitteln. Der Klebestreifen gegen Fliegen machte die Firma berühmt. 2009 wurde sie vom kanadischen Unternehmen Contech Enterprises übernommen.

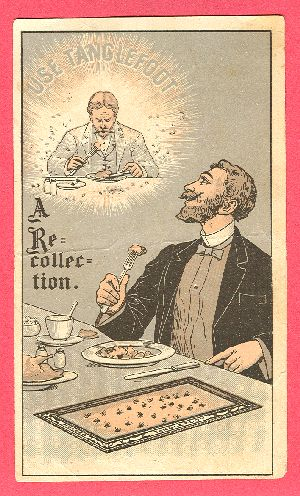
Tanglefoot-Werbeflyer von 1898

## Geschichte
1880 begann William Thum, ein deutscher Chemiker, mit der Produktion von Fliegenpapier in Grand Rapids im US-Bundesstaat Michigan. Er hatte noch große Schwierigkeiten mit der Herstellung, da der Klebstoff zu schnell austrocknete. Nachdem er die Produktion an seine vier Söhne Otto, Hugo, William und Ferdinand übergeben hatte, kümmerten sich diese um die Weiterentwicklung des Fliegenpapiers. Sie entwickelten eine auf Rizinusöl, Harz und Wachs basierende Mischung, die wesentlich länger haltbar war und das Trägerpapier nicht durchtränkte.
1887 ließen sie ihr nun perfektioniertes Fliegenpapier patentieren und begannen es auch nach Europa zu exportieren. Im Jahre 1909 verkauften die Brüder die Firma.
1923 wurde sie von "The O&W Thum Company" in "The Tanglefoot Company" umbenannt.
Da es in den Städten durch zunehmend bessere Hygiene immer weniger Fliegen und andere Insekten gab, wurde die Produktpalette auf umweltfreundliche Schädlingsbekämpfungsmittel für die Landwirtschaft ausgeweitet. Bei der Übernahme durch Contech 2009 wurde die Hauptproduktionsstätte für die Tanglefoot-Produkte in Grand Rapids belassen.
In der deutschen Literatur setzte Robert Musil dem Tanglefoot-Fliegenpapier in seinem um 1913 entstandenen Text "Das Fliegenpapier" ein Denkmal ("Das Fliegenpapier Tangle-foot ist ungefähr sechsunddreißig Zentimeter lang und einundzwanzig Zentimeter breit; es ist mit einem gelben, vergifteten Leim bestrichen ...").